# Am Scheidewege
Am Scheidewege ist eine deutsche Filmproduktion von 1918 unter der Regie von H. Fredall.

## Handlung
Cornelia, die noch recht junge und unreife Tochter der Witwe Clemens, hat sich in den Schauspieler Viktor Heyden verliebt. Da die schwärmerische Cornelia ihn unbedingt heiraten möchte, hebt sie ohne Wissen der Mutter 5000 Mark von deren Bankkonto ab und lässt diese Summe Viktor zukommen. Zu ihrer Überraschung lässt Heyden Cornelia wissen, dass er ein Theaterengagement nach New York angenommen habe. Als er entschwunden ist, wird Frau Clemens plötzlich schwer krank. Um sie pflegen zu können, benötigt Cornelia das Geld, das sie jetzt nicht mehr besitzt. Und so nimmt sie den Antrag des schon seit geraumer Zeit um sie werbenden, deutlich älteren Heinrich Colman an, dem ebenso wohlhabenden wie seriösen Besitzer einer großen Firma, in der Cornelia als Schreibkraft angestellt ist.
Ein Jahr ist vergangen. Cornelia hat sich mit dem ungeliebten Gatten arrangiert, schleudert aber sein Geld mit vollen Händen aus dem Fenster heraus. Schauspieler Heyden ist derweil aus Amerika heimgekehrt und tritt im Rahmen eines Gastspiels am Theater der kleinen Stadt auf, in der Cornelia lebt. Nachdem sich beide wieder gesehen haben, will Cornelia alles stehen und liegen lassen und mit dem einstigen Geliebten durchbrennen. Alle Vorbereitungen sind bereits getroffen, da belauscht sie zufällig das Gespräch eines Angestellten ihres Gatten Firma H. Coleman & Co., dass diese de facto vor der Pleite stünde. Cornelia hat ein Einsehen und begreift, dass sie diesen Mann, der derart in Treue fest zu ihr stand, als der windige Geliebte Viktor sie verließ, nicht im Stich lassen kann. An diesem Scheidewege stehend, verkauft Cornelia den Schmuck und alles, was ihr einst wichtig war, und kehrt reumütig an die Seite ihres Gatten, der sie jetzt so sehr braucht, zurück.

## Hintergrund
Produziert wurde der Film von der Berliner Film-Manufaktur GmbH Berlin. Regie führte Alfred Halm, dabei benützte er das Pseudonym H. Fredall.
Der Film hatte eine Länge von fünf Akten auf 1634 bzw. 1554 Metern, ca. 89 bzw. 85 Minuten.
Die Zensur durchlief er im März 1918. Die Polizei Berlin belegte ihn mit einem Jugendverbot (Nr. 41666). Die Nachzensur der Reichsfilmzensur erneuerte das Jugendverbot am 1. Juni 1922 (Nr. 5926).

## Kritik
In Wiens Neue Kino-Rundschau heißt es: „Aus der Reihe der Darsteller tritt Mady Christians hervor. Sie ist eine Gestalterin von Herz und Geist. Nicht mühsam Angelerntes, sondern positives eigenes Können zeichnet ihre Figur aus. Auch ihre Partner boten eine vorzügliche Leistung.“